# Il mercante di Venezia
(Antonio a Graziano, Atto I, Scena I)
Il mercante di Venezia (The Merchant of Venice) è un dramma di William Shakespeare, scritto probabilmente tra il 1596 e il 1598.

## Trama

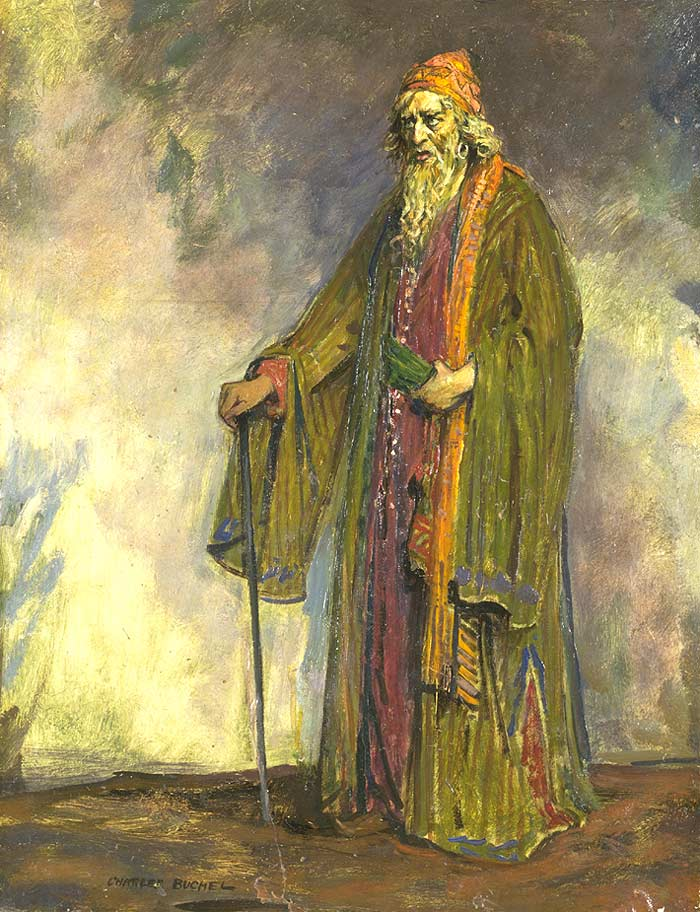
Sir Herbert Beerbohm Tree nei panni di Shylock, ritratto nel 1914 da Charles Buchel.

Venezia, XVI secolo. Bassanio, giovane gentiluomo veneziano, vorrebbe la mano di Porzia, ricca ereditiera di Belmonte. Per corteggiarla degnamente, il giovane chiede al suo carissimo amico Antonio 3.000 ducati in prestito. Antonio è tuttavia impossibilitato a farlo, poiché lo ha interamente investito nei traffici marittimi, ma decide di garantire per lui presso Shylock, ricco usuraio ebreo. Shylock è disprezzato dai cristiani, sentimento da lui ricambiato, e soprattutto non sopporta Antonio, il mercante di Venezia, che presta denaro gratuitamente, facendo abbassare il tasso d'interesse nella città, e che lo umilia pubblicamente con pesanti insulti.
Nonostante ciò, Shylock accorda il prestito a Bassanio, con Antonio come garante, stabilendo che in caso di mancato pagamento, Antonio debba pagare con una libbra di carne dal proprio corpo. Bassanio cerca di far desistere Antonio dall'accettare l'offerta, ma costui è sicuro di poter saldare il debito, dato che tre navi sono in viaggio per riportare a Venezia ricchezze tre volte più grandi di quanto abbia investito. Il tempo concesso per il saldo del prestito è di tre mesi, e le navi ne impiegheranno solo due. Bassanio si reca a Belmonte; secondo la volontà del defunto padre di Porzia, i suoi pretendenti sposi dovranno scegliere lo scrigno giusto fra tre differenti possibilità (oro, argento, piombo). Il principe del Marocco sceglie lo scrigno d'oro e quello d'Aragona quello d'argento (entrambi sbagliati), mentre Bassanio sceglie lo scrigno di piombo, il meno pregiato dei tre, e ottiene il diritto di sposare Porzia, già precedentemente innamorata di lui. L'amico di Bassanio, Graziano, sposa l'ancella di Porzia, Nerissa.
Intanto la sfortuna si accanisce su Shylock: sua figlia Jessica viene infatti consenzientemente rapita dal cristiano Lorenzo, amico di Antonio e Bassanio, con l'aiuto di Graziano e Salerio, per giunta portando con sé 2.000 ducati e soprattutto gioielli fra i quali l'anello donato a Shylock dalla defunta moglie. L'unica consolazione dell'ebreo deriva dalla pari sfortuna di Antonio: gira infatti voce che le sue tre navi siano disperse in mare, per cui egli non potrà più saldare il debito. Nel frattempo Porzia e Nerissa donano ai rispettivi mariti, Bassanio e Graziano, un anello, segno del loro amore, e stringono la promessa di non separarsene mai finché l'amore li legherà alle loro consorti.
Shylock decide di portare Antonio di fronte al doge e alla corte, chiedendo di far valere i suoi diritti. Porzia, che viene a sapere del processo in arrivo, si traveste da avvocato, all'insaputa di tutti, per salvare Antonio, e Nerissa la segue vestendosi da scrivano. Giunta in tribunale, Porzia esibisce la lettera del Dottor Bellario, giurista e consulente del doge, in cui si spiega che al processo, a cui assistono anche Bassanio e Graziano, sarebbe stato presente il suo sostituto, il giovane avvocato Baldassarre (cioè lei stessa).

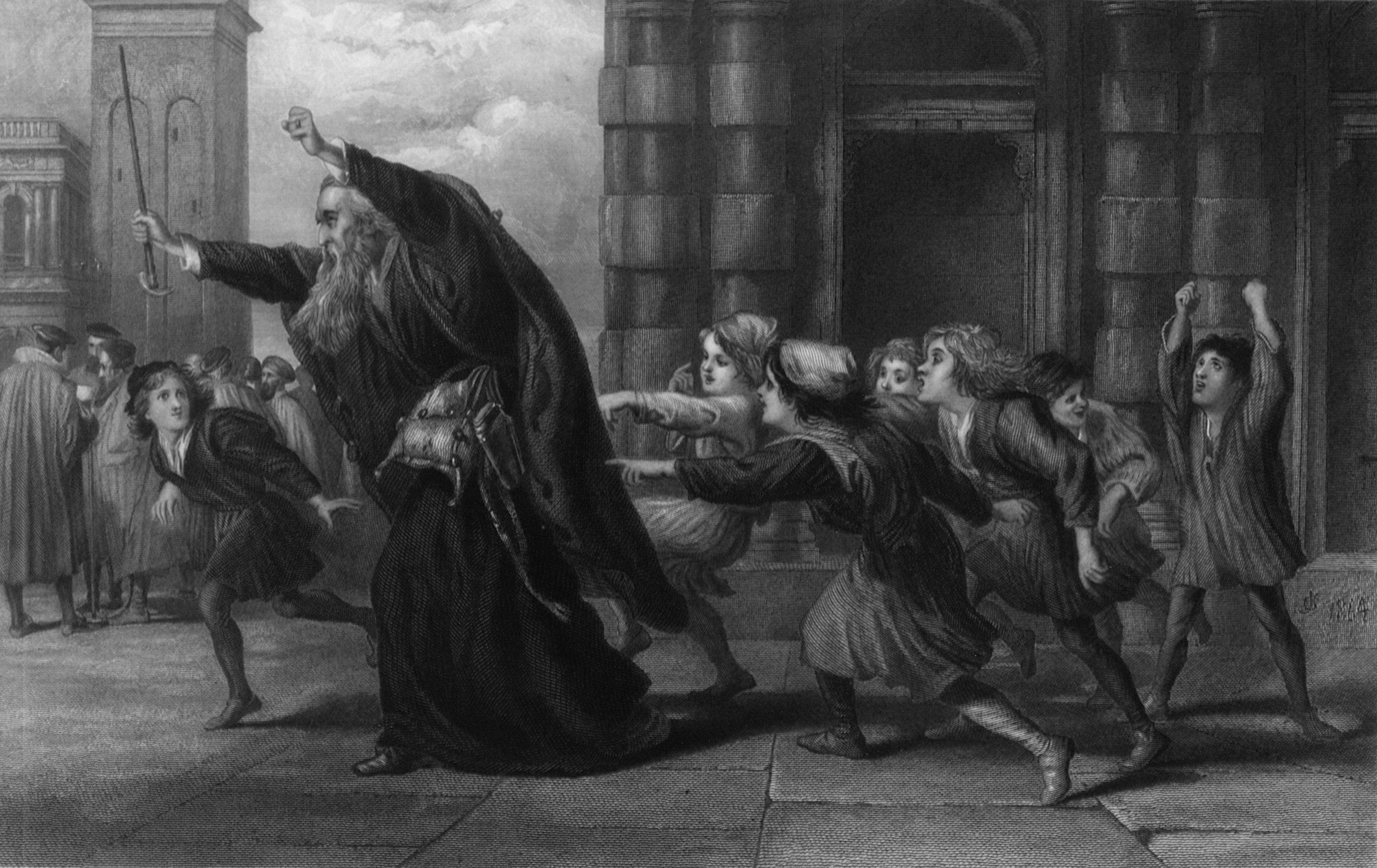
Shylock After the Trial: immagine che descrive la settima scena del secondo atto, realizzata da Sir John Gilbert nell'Ottocento.

Porzia/Baldassarre invita Shylock ad accettare i 6000 ducati offerti da Bassanio, ormai ricco per avere sposato Porzia, al fine di estinguere il debito dell'amico. L'odio di Shylock verso i cristiani, fomentato dall'abbandono della figlia, gli impedisce di accettare; al contrario, chiede a gran voce che gli sia pagato il debito con la libbra di carne di Antonio. Nonostante la crudeltà della proposta, il doge, dice Baldassarre, deve necessariamente applicare la legge e permettere a Shylock di prendersi la libbra di carne, perché in caso contrario si creerebbe un precedente dannoso per lo stato. Baldassarre invita dunque Shylock a procedere, ma gli comunica che, dato che il contratto parla solo di carne, se verserà anche una sola goccia di sangue, sarà considerato colpevole di aver attentato alla vita di un cittadino veneziano, e quindi i suoi beni saranno confiscati e divisi tra Antonio e lo stato, e lui condannato a morte. Il doge gli concede in grazia la vita e Antonio rinuncia alla sua parte purché, alla morte di Shylock, venga ceduta in eredità alla figlia Jessica. Inoltre si stabilisce che Shylock debba convertirsi al cristianesimo, pena assai più pesante per l'usuraio. In queste condizioni, Shylock, sconfitto, rinuncia ai suoi propositi.
Bassanio si complimenta con Baldassarre per aver salvato il suo amico e gli chiede come possa ringraziarlo. Il finto avvocato gli chiede solo il suo anello e Bassanio esita, a causa del valore affettivo dell'anello, ma spinto dall'onore e dalla gratitudine finisce per cederlo. Lo stesso è obbligato a fare Graziano per lo scrivano/Nerissa.
Quando tutti i cristiani giungono a Belmonte, Porzia e Nerissa chiedono ai mariti gli anelli, ma entrambi spiegano l'accaduto. Quindi le due donne fanno credere di aver trascorso una notte con i nuovi possessori dell'anello, Baldassarre e lo scrivano, per riottenere gli anelli, prima di rivelar loro la vera identità dell'avvocato e del suo assistente. Antonio fa di nuovo da garante per Bassanio che giura di non separarsi mai più dal suo anello. Successivamente Nerissa riferirà a Lorenzo che i beni di Shylock diventeranno suoi e di Jessica dopo la morte dell'usuraio.
Nel frattempo si scopre che le tre navi di Antonio sono tornate sane e salve in porto.

## Fonti
La trama dell'opera riprende abbondantemente quella di una novella trecentesca di Giovanni Fiorentino, Il Giannetto, prima novella della giornata quarta della raccolta di cinquanta detta Il Pecorone, che Shakespeare non può aver avuto modo di conoscere nella traduzione di William Painter del 1566, in quanto non conteneva la novella cui Shakespeare si stava ispirando, ma elementi della scena del processo sono presenti nel The Orator di Alexandre Sylvane, pubblicato in traduzione nel 1596, per quel che riguarda la vicenda della penale di una libbra di carne. La fonte di Sylvane però è alquanto incerta sia perché non espone i dialoghi presenti nell'opera di Ser Giovanni Fiorentino, sia perché i nomi citati (come Porzia) sono inseriti in un contesto legato alle vicende storiche dell'antica Roma, avulsi da qualsiasi aggancio possibile con l'opera shakespeariana.

## Datazione
In via ipotetica, si può assumere che Shakespeare si sia accinto nella composizione de Il Mercante di Venezia tra il 1596 ed il 1598. Per ricostruire l'evolversi negli anni del dramma, vengono valutati riferimenti a fatti di storia e cronaca contenuti negli atti: per esempio, Salerio cita la nave Andrew, che pare essere un riferimento all'imbarcazione spagnola St. Andrew catturata dagli Inglesi a Cadice nel 1596. Inoltre, la commedia è stata anche menzionata da Francis Meres nel 1598.
Sempre nello stesso anno, il 22 luglio 1598 l'opera è stata registrata nel Register of the Stationers Company da James Roberts, sotto il titolo The Merchant of Venice, otherwise called The Jew of Venice. Il 28 ottobre 1600 Roberts trasferì i suoi diritti sull'opera all'editore Thomas Heyes, che la pubblicò nel First Quarto in quello stesso anno. Fu stampata di nuovo in un'edizione abusiva nel 1619 (il cosiddetto False Folio) da William Jaggard. L'edizione del 1600 è generalmente considerata accurata e affidabile, ed è la base del testo pubblicato nel First Folio (1623), che comprende anche una serie di indicazioni di scena.

## Struttura
L'opera è suddivisa in cinque atti e comprende due trame che si svolgono in parallelo e si intrecciano. La prima è quella centrata sul prestito che Shylock concede ad Antonio con il pegno della libbra di carne; la seconda riguarda il corteggiamento di Porzia con la scelta fra i tre scrigni. Il luogo dell'azione si alterna tra Venezia, città di commercio e di affari del nuovo mondo borghese, e Belmonte, il ricco e fiabesco palazzo di Porzia in cui si svolge la celebrazione dell'amore. Se Venezia è il mondo della cruda realtà quotidiana, Belmonte è il mondo del romanzo e dell'evasione dalla realtà. Anche per quanto riguarda lo stile, le scene di Venezia utilizzano prevalentemente il verso sciolto discorsivo o il linguaggio clownesco, mentre in quelle di Belmonte prevale un tono più elaborato e retorico, che spicca, ad esempio, nei discorsi dei corteggiatori di Porzia.
Nel teatro inglese dell'epoca la commedia comprendeva tipicamente una trama principale e una secondaria; ma nel Mercante le due trame hanno lo stesso rilievo (si noti che Porzia, tra tutti i personaggi, ha la parte più lunga). Le due trame e i due luoghi a cui sono legate, dunque, si confrontano e si rispecchiano uno nell'altro; secondo Melchiori, "la concretezza dell'uno mette in risalto l'inconsistenza dell'altro, tanto da porre in dubbio i valori che entrambi rappresentano".
La vicenda è articolata in una parte introduttiva e tre sequenze di due giornate ciascuna; in tutte è presente l'alternanza di luogo tra Venezia e Belmonte.
L'introduzione comprende le prime due scene del primo atto e contiene l'avvio delle due trame.
La prima sequenza comprende la terza scena del primo atto e l'intero secondo atto, con la firma del contratto, il corteggiamento fallito del principe del Marocco, la fuga di Jessica, il corteggiamento fallito del principe d'Aragona.
La seconda sequenza comprende il terzo atto, con il corteggiamento riuscito di Bassanio, la notizia della rovina di Antonio (sono dunque trascorsi i tre mesi previsti dal contratto di prestito), e la decisione di Porzia di intervenire al processo sotto travestimento.
La terza sequenza comprende il quarto e quinto atto, con il processo (che conclude la trama del prestito) e il successivo ritrovarsi della maggior parte dei personaggi a Belmonte con la felice conclusione della trama amorosa.

## Antisemitismo
(Shylock: atto III, scena I)

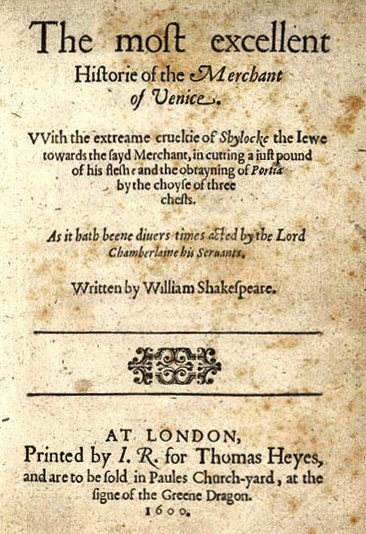
Frontespizio de Il Mercante di Venezia. Si noti la scritta «With the Extreme Cruelty of Shylock the Jew», che richiama il forte antisemitismo presente nell'opera.

L'opera è rappresentata spesso al giorno d'oggi, ma può suscitare turbamento nel pubblico moderno a causa dei suoi temi principali, che possono apparire antisemiti. I critici ancora oggi continuano a dibattere sull'atteggiamento dell'opera verso gli ebrei e l'ebraismo. Le letture più moderne, tuttavia, considerando il testo nella sua complessità anziché per singoli temi e motivi, e mostrano come il bene e il male non siano rispettivamente appannaggio di una sola delle due parti in contesa, così come i difetti della società veneziana non siano minori del desiderio di vendetta di Shylock. Un recente esempio lo offre l'edizione del Mercante di Venezia curata da Dario Calimani (Venezia, Marsilio, 2016).

## Personaggi

### Shylock come personaggio negativo
La società inglese in epoca elisabettiana venne sovente descritta come giudeofobica. Gli ebrei inglesi vennero banditi dal paese nel 1290 sotto la monarchia di Edoardo I e non poterono tornarvi fino al 1656, quando in Gran Bretagna era al potere Oliver Cromwell. Inoltre, a Venezia e nelle immediate vicinanze, gli ebrei erano tenuti a indossare un copricapo rosso in ogni situazione per essere facilmente identificabili, dovendo tra l'altro anche vivere in un ghetto sorvegliato da guardie cristiane. Nella seppur fiorente industria teatrale elisabettiana, oltretutto, gli ebrei venivano spesso presentati molto sarcasticamente con una caricatura orientalista, con nasi adunchi e parrucche scarlatte, venendo descritti come «avidi usurai». Un esempio al riguardo si trova ne L'ebreo di Malta, dramma in cinque atti di Christopher Marlowe, che non esita a porre come protagonista Barabba: quest'ultimo è un ebreo avido di ricchezze, presentato quasi come un demonio in carne e ossa disposto a compiere ogni sorta di delitto per difendere il proprio patrimonio. Anche in questo caso, tuttavia, il desiderio di vendetta dell'ebreo è motivato dalla prevaricazione del potere che lo ha privato dei suoi averi.
Negli ultimi anni del Cinquecento l'antisemitismo della società inglese fu risvegliato da un episodio che coinvolse Roderigo Lopez, ebreo portoghese convertito e medico personale di Elisabetta I: costui nel 1594 fu accusato di aver attentato alla vita della regina, condannato a morte e giustiziato. È nel quadro dell'ondata antisemita che ne seguì che fu rimesso in scena il dramma di Marlowe (risalente al 1589), ed è probabile che essa abbia favorito la scrittura del Mercante di Venezia.
Certamente Shakespeare conosceva già L'ebreo di Malta durante la redazione de Il mercante di Venezia, che può quindi essere visto come un prosieguo di questa tradizione. Non a caso, l'opera era forse conosciuta come L'ebreo di Venezia; ciononostante, si discosta dal dramma marlowiano in numerosi punti. Innanzitutto, non è possibile collocare precisamente Il mercante di Venezia in un genere: sebbene non sia una tragedia, dato il lieto fine che conclude la vicenda, non è certamente una commedia allegra e spensierata: è una commedia oscura. La critica moderna la definisce, forse più propriamente, "dramma problematico" (Calimani 2016). La seconda differenza è costituita dall'intreccio di due peripezie, l'una seria e l'altra più serena, ovvero la vicenda della libbra di carne e del matrimonio di Porzia.
Le due opere sono tuttavia accomunate da un marcato antisemitismo. Infatti, indipendentemente dalle effettive intenzioni di Shakespeare, gli antisemiti si sono spesso serviti dell'opera per sostenere le loro posizioni. In un'edizione del 1619, il titolo del dramma recava anche la scritta «With the Extreme Cruelty of Shylock the Jew» («Con l'estrema crudeltà dell'ebreo Shylock»), che indica come fosse considerato Shylock dal pubblico inglese. Anche la Germania nazista si avvalse di Shylock per mettere in atto la sua feroce propaganda, trasmettendola via radio immediatamente dopo la Notte dei cristalli.
Uno dei primi che cercò di ritrarre Shylock come personaggio positivo fu il drammaturgo Richard Cumberland. Cumberland infatti scrisse una serie di articoli chiamata Observer, dove il protagonista Abraham Abrahams verrà introdotto con questa frase: «Io in verità credo che il carattere odioso di Shylock abbia portato poco meno persecuzioni su di noi, poveri figli di Abramo, che l'Inquisizione stessa». Si tentò quindi di descrivere Shylock sotto una luce positiva, in netto contrasto con la tradizione antisemitica che perseverava fino ad allora. Lo stesso Cumberland, dopo l'enorme successo che riscosse Observer, affermerà:

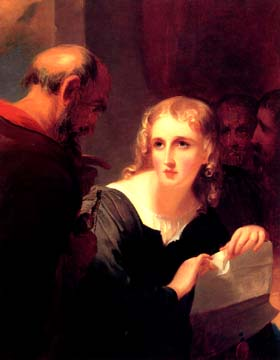
Shylock e Porzia (1835) di Thomas Sully.

### Shylock come personaggio positivo
Molti lettori e spettatori moderni hanno interpretato l'opera come un appello alla tolleranza, in base al fatto che Shylock è un personaggio che suscita comprensione e simpatia. A sostegno di questa interpretazione vi è il fatto che il "processo" di Shylock alla fine dell'opera è una presa in giro della giustizia, con Porzia che assume il ruolo di giudice nonostante non abbia diritto di farlo. I personaggi che rimproverano Shylock di disonestà ricorrono a trucchi e inganni per vincere. Inoltre Shakespeare fa pronunciare a Shylock uno dei suoi discorsi più eloquenti («Non ha occhi un ebreo?», atto III scena I).
È difficile stabilire se l'interpretazione comprensiva di Shylock sia interamente dovuta al cambiamento di sensibilità dei lettori, o se Shakespeare, autore che creava personaggi complessi e sfaccettati, intendesse veramente che Shylock fosse visto in questo modo.
Uno degli elementi a sostegno di questa interpretazione è che la penosa condizione sociale di Shylock nella società veneziana è messa in evidenza. Per alcuni critici, il discorso di Shylock Non ha occhi un ebreo? redime il personaggio e ne fa quasi una figura tragica; Shylock qui sostiene di non essere diverso dai personaggi cristiani e di non meritare le angherie e il disprezzo a cui è sottoposto. I critici di questa posizione osservano che il discorso termina in tono di vendetta; ma gli altri notano che Shylock ha appreso il desiderio di vendetta dai personaggi cristiani.
Anche ammettendo che l'autore non intendesse una tale lettura dell'opera, il fatto che essa conservi il suo potere sulla scena per un pubblico che può percepire i suoi conflitti centrali in termini radicalmente diversi, mostra la sottigliezza delle caratterizzazioni di Shakespeare. Nel processo Shylock rappresenta ciò che gli elisabettiani cristiani ritenevano essere il desiderio ebraico per la "giustizia", messo a contrasto con il valore cristiano della clemenza, ovviamente considerato superiore. I cristiani durante il processo invitano Shylock ad amare i suoi nemici, anche se loro stessi avevano mancato di farlo in passato. Secondo Harold Bloom, anche se l'opera contiene elementi a favore di entrambe le tesi, il testo non le tratta allo stesso modo: «L'abile messa sotto accusa dell'ipocrisia dei cristiani da parte di Shylock [ci delizia, ma]… anche se Shakespeare suggerisce comprensione verso l'ebreo, questo non allevia la ferocia del ritratto che fa di questo personaggio».. Recenti studi italiani hanno contribuito ad affermare l'idea che attraverso la figura di Shylock e di Jessica il testo metta in risalto ipocrisia e incoerenze della società veneziana, evidenziando, in particolare, l'uso e lo sviluppo delle immagini musicali.

### Antonio e Bassanio

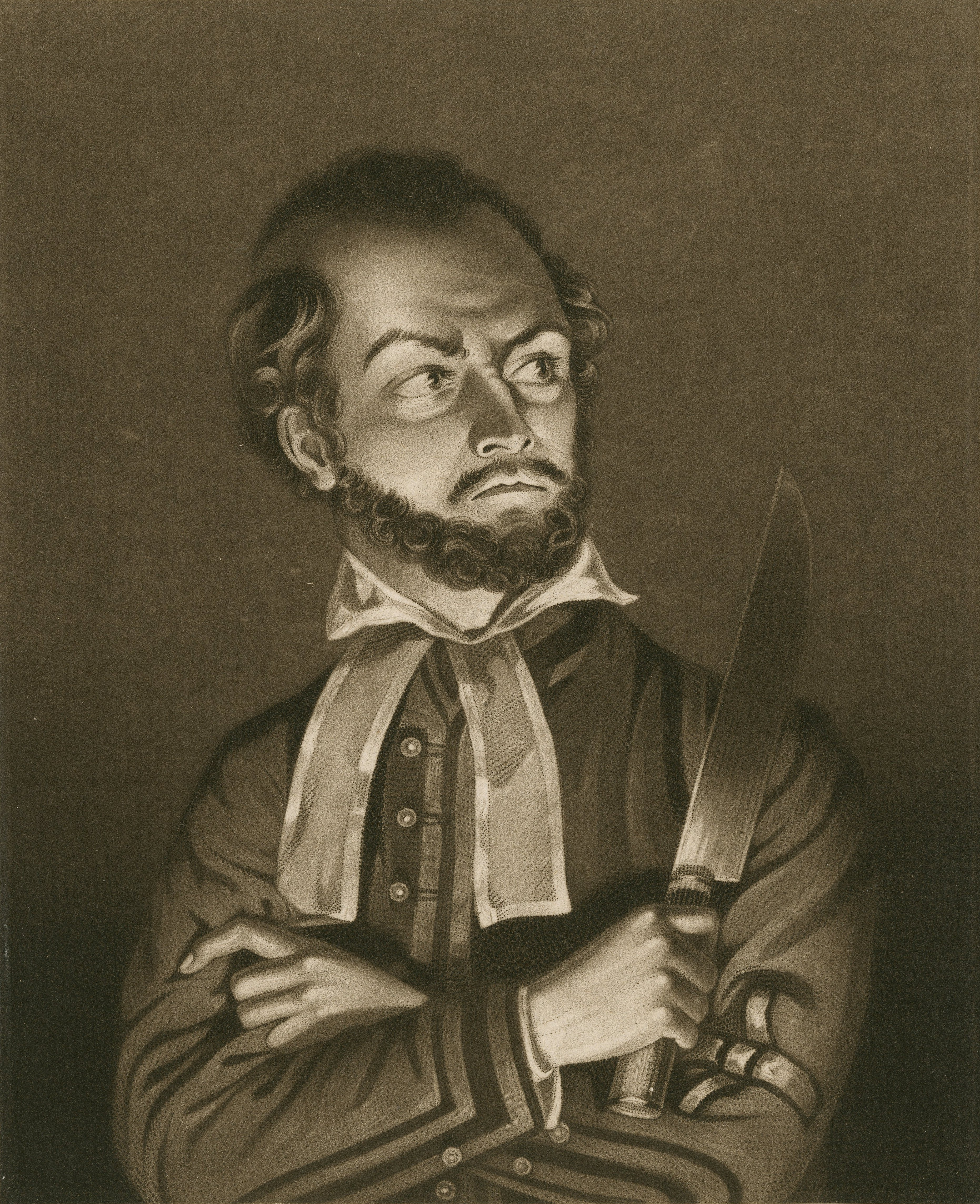
Stampa di Edmund Kean nel ruolo di Shylock in una rappresentazione dell'inizio del XIX secolo.

La misteriosa depressione di cui soffre Antonio («In verità non so perché sono così triste», atto I scena I) e la sua totale devozione per Bassanio hanno indotto alcuni critici a teorizzare che egli soffra di amore non corrisposto per Bassanio e che sia depresso perché Bassanio ha raggiunto l'età del matrimonio e quindi sposerà una donna. Nelle sue opere, sia teatrali sia poetiche, Shakespeare ha spesso presentato esempi di forti legami tra personaggi maschili, e alcuni critici ne hanno desunto che Bassanio contraccambia l'affetto di Antonio nonostante il suo dovere di sposarsi:
raccontale quale processo ebbe la fine di Antonio,

dille che t'amai, lodami nella mia morte;

e, finito il racconto, dille che sia lei giudice

se Bassanio non ebbe una volta un amore.

(...)

BASSANIO: Ma la vita stessa, mia moglie, e tutto il mondo

non sono da me stimati più della tua vita;

perderei tutto, li sacrificherei tutti

qui, a questo diavolo, per poterti liberare.»
(atto IV, scena I)
Nel saggio Brothers and Others, pubblicato nell'antologia The Dyer's Hand, W. H. Auden descrive Antonio come «un uomo la cui vita emotiva, anche se la sua condotta potrebbe essere casta, è concentrata su un membro del suo sesso». I sentimenti di Antonio per Bassanio sono paragonati a questo distico di uno dei sonetti di Shakespeare: «Ma poiché ti diede forma per il piacere delle donne,/ mio sia il tuo amore, e il tuo corpo sia il loro tesoro» (sonetto XX). Antonio, dice Auden, personifica le parole incise sullo scrigno di piombo di Porzia: "Chi mi sceglie, deve dare e mettere a rischio tutto ciò che possiede". Antonio ha scelto questa strada potenzialmente fatale perché è disperato, non solo per la perdita di Bassanio destinato a sposarsi, ma anche perché Bassanio non può ricambiare ciò che Antonio sente per lui. La devozione frustrata di Antonio è una forma di idolatria: egli rinuncia al diritto di vivere il suo amore per il vantaggio di farlo vivere al suo amato.
Anche Shylock è considerabile come un altro idolatra: «Shylock, anche se non intenzionalmente, mette tutto a rischio con l'obiettivo di distruggere il suo odiato nemico; e Antonio, nonostante la leggerezza con cui ha firmato il contratto, mette tutto a rischio per assicurare la felicità dell'uomo che ama». Sia Antonio sia Shylock si pongono al di fuori dei normali legami sociali. Vi era, secondo Auden, una tradizionale «associazione della sodomia con l'usura» che risaliva almeno ai tempi di Dante, e che probabilmente era familiare a Shakespeare (Auden vede il tema dell'usura nell'opera come un commento sulle relazioni umane in una società mercantile).

### Porzia
Tra tutte le eroine delle commedie romantiche di Shakespeare, Porzia è una tra le più notevoli e attraenti. È bella, cortese, ricca, intelligente e pronta, e ricerca qualità elevate nei suoi potenziali compagni. Obbedisce al testamento di suo padre, che la obbliga ad accettare il corteggiatore che sceglierà lo scrigno giusto, ma allo stesso tempo si sforza tenacemente di ottenere Bassanio. Per quanto non le piacciano, dimostra tatto verso i principi del Marocco e d'Aragona, che scelgono gli scrigni sbagliati e non riescono a ottenere la sua mano. Quando viene a sapere della difficile situazione in cui si trova Antonio, ha l'idea di travestirsi da avvocato, e al processo riesce a superare Shylock in astuzia dopo che tutti gli altri hanno fallito.
Nonostante sia priva di istruzione legale, Porzia vince la causa facendo riferimento alla formulazione letterale del contratto di prestito tra Shylock e Antonio, e quindi prevale basandosi su un dettaglio tecnico piuttosto che sul merito della questione. Il comportamento di Porzia mette in evidenza anche l'uso (e l'abuso) della retorica, mostrando che un'argomentazione ingiusta può prevalere per mezzo dell'eloquenza, di scappatoie e dettagli tecnici, indipendentemente dalla questione morale di cui si sta discutendo.
È Porzia a pronunciare uno dei discorsi più famosi dell'opera:
cade dal cielo come la pioggia gentile

sulla terra sottostante; è due volte benedetta,

benedice chi la offre e chi la riceve…»
(atto IV, scena I)
Il nome del personaggio proviene da quello di Porcia Catonis, nobildonna romana figlia di Catone l'Uticense e moglie di Marco Giunio Bruto, con la quale Porzia è paragonata nel testo (I, 1).
L'intensità e la forza del ruolo di Porzia lo hanno reso attraente per molte attrici importanti. Frances Abington, Sarah Siddons ed Elizabeth Whitlock interpretarono Porzia nel XVIII secolo, quando attrici donne iniziarono a comparire in scena nelle rappresentazioni di quest'opera. Più di recente il ruolo è stato ricoperto al cinema e in televisione da diverse attrici notevoli, tra cui Maggie Smith, Claire Bloom, Sybil Thorndike, Joan Plowright, Caroline John e Gemma Jones.

## Storia scenica
La prima rappresentazione di cui resta traccia fu tenuta alla corte di Giacomo I nella primavera del 1605, seguita da una seconda pochi giorni dopo. Non vi sono testimonianze di altre rappresentazioni nel XVII secolo. Nel 1701 George Granville mise in scena un adattamento di successo intitolato The Jew of Venice (L'ebreo di Venezia), in cui Thomas Betterton interpretava Bassanio. Questa versione (caratterizzata dall'inserimento di un masque) si dimostrò popolare e fu rappresentata per i successivi quarant'anni. Granville eliminò i personaggi buffoneschi Lancillotto Giubbo e Vecchio Gobbo in accordo con il decoro caratteristico del neoclassicismo; inoltre aggiunse una scena in prigione con Shylock e Antonio, e una scena più estesa di brindisi durante un banchetto. Thomas Doggett fu Shylock e interpretò il ruolo in modo comico, forse persino farsesco. Nicholas Rowe espresse dubbi su questa interpretazione fin dal 1709; ma il successo di Doggett nel ruolo fece sì che nelle produzioni successive la parte di Shylock fosse affidata al pagliaccio della compagnia.
Nel 1741 Charles Macklin tornò al testo originale in una produzione di grande successo al Drury Lane, aprendo la via alla versione di Edmund Kean settant'anni più tardi (vedi oltre).
Arthur Sullivan scrisse musiche di scena per l'opera nel 1871.

### Shylock sulla scena
Secondo l'attore ebreo Jacob Adler e altri, la tradizione di interpretare Shylock in modo favorevole ebbe inizio nella prima metà del XIX secolo con Edmund Kean, e che in precedenza il ruolo veniva affidato "a un comico che lo dipingeva come un repellente pagliaccio, oppure era rappresentato come un mostro di invariabile malignità." Lo Shylock di Kean fondò la sua reputazione come attore.
Dall'epoca di Kean in avanti, tutti i migliori interpreti del ruolo hanno preferito un approccio favorevole al personaggio, tranne Edwin Booth che lo dipinse come un "cattivo"; persino il padre di Booth, Junius Brutus Booth, preferì l'interpretazione favorevole. Lo Shylock aristocratico e orgoglioso di Henry Irving (messo in scena per la prima volta al Lyceum nel 1879, con Porzia interpretata da Ellen Terry) è stato definito "il vertice della sua carriera." Jacob Adler fu l'interprete più notevole dell'inizio del XX secolo: Adler impersonò il ruolo in traduzione yiddish, prima nel distretto teatrale yiddish a Manhattan, e poi a Broadway, dove egli recitò il ruolo in yiddish con grande plauso in una produzione che per il resto era in inglese.
Kean e Irving presentarono uno Shylock giustificato nel volere la propria vendetta; lo Shylock di Adler evolvette nel tempo, da un tipico "cattivo" shakespeariano a un uomo la cui natura benigna era sopraffatta dal desiderio di vendetta, e infine a un uomo motivato non dalla vendetta ma dall'orgoglio. In un'intervista del 1902 rilasciata alla rivista Theater, Adler sottolineò che Shylock è ricco, "abbastanza ricco da rinunciare agli interessi sulla somma di tremila ducati" e che Antonio è "ben lontano dal cavalleresco gentiluomo che viene fatto apparire. Ha insultato l'ebreo e gli ha sputato addosso, ma poi va con gentilezza ipocrita a chiedergli un prestito." L'errore fatale di Shylock consiste nel dipendere dalla legge, ma "non uscirebbe da quel tribunale a testa alta, una vera apoteosi di odio e scherno provocatori?"
Alcune produzioni moderne si sforzano ulteriormente di mostrare le origini della sete di vendetta di Shylock. Ad esempio nell'adattamento cinematografico diretto da Michael Radford (2004) in cui Al Pacino ha la parte di Shylock, il film inizia con un testo e una sequenza che mostra come gli ebrei veneziani fossero crudelmente maltrattati da fanatici cristiani. Una delle ultime scene sottolinea come Shylock, in quanto convertito, è stato espulso dalla comunità ebraica di Venezia e non gli è più permesso di vivere nel ghetto. Un'altra interpretazione di Shylock e una visione di come "egli deve essere recitato" appare alla conclusione dell'autobiografia di Alexander Granach, un importante attore di teatro e cinema della Germania di Weimar (e in seguito attivo a Hollywood e a Broadway).

### Adattamenti cinematografici e televisivi
| Anno | Interpreti principali | Film                                                                                      |
| ---- | --- | ----------------------------------------------------------------------------------------- |
| 1908 | William V. Ranous (Shylock); Julia Swayne Gordon (Portia); Florence Turner (Jessica)                                                         | The Merchant of Venice, cortometraggio muto (USA), regia di J. Stuart Blackton            |
| 1910 | Ermete Novelli (Shylock); Olga Giannini Novelli (Portia); Francesca Bertini (Jessica)                                                        | Il mercante di Venezia, cortometraggio muto (Italia), regia di Gerolamo Lo Savio          |
| 1912 | William Bowman (Shylock); Florence La Badie (Portia); Mignon Anderson (Jessica); Harry Benham (Bassanio); William Russell (Antonio)          | The Merchant of Venice, cortometraggio muto (USA), regia di Lucius Henderson              |
| 1912 | Harry Baur (Shylock); Pépa Bonafé (Portia); Romuald Joubé (Antonio); Jean Hervé (Bassanio)                                                   | Shylock, cortometraggio muto (Francia), regia di Henri Desfontaines                       |
| 1914 | Phillips Smalley (Shylock); Lois Weber (Portia); Douglas Gerrard (Bassanio); Rupert Julian (Antonio); Edna Maison (Jessica)                  | The Merchant of Venice, film muto (USA), regia di Phillips Smalley e Lois Weber <perduto> |
| 1916 | Matheson Lang (Shylock); Nellie Hutin Britton (Portia); Joseph R. Tozer (Bassanio); George Skillan (Antonio); Kathleen Hazel Jones (Jessica) | The Merchant of Venice, film muto (UK), regia di Walter West                              |
| 1919 | <Film d'animazione> | The Merchant of Venice, cortometraggio muto (UK), regia di Anson Dyer                     |
| 1922 | Ivan Berlyn (Shylock); Sybil Thorndike (Portia); R. McLeod (Bassanio)                                                                        | The Merchant of Venice, cortometraggio muto (UK), regia di Challis Sanderson              |
| 1922 | <Sconosciuti> | Der Kaufmann von Venedig, cortometraggio muto (Austria), regia di Julius Herska           |
| 1923 | Werner Krauss (Shylock); Henny Porten (Porzia); Harry Liedtke (Bassanio); Carl Ebert (Antonio); Lia Eibenschütz (Jessica)                    | Der Kaufmann von Venedig, film muto (Germania), regia di Peter Paul Felner.               |
| 1927 | Lewis Casson (Shylock); Joyce Lyons (Portia)                                                                                                 | The Merchant of Venice, cortometraggio muto (UK), regia di Widgey R. Newman               |
| 1940 | Serukalathur Sama (Shylock); | Shylock, film (India), regia di Kinema Ramu e Serukalathur Sama <perduto>                 |
| 1947 | Abraham Sofaer (Shylock); Margaretta Scott (Portia); Austin Trevor (Antonio); André Morell (Bassanio); Jill Balcon (Jessica)                 | The Merchant of Venice, film TV (UK), regia di George More O'Ferrall                      |
| 1953 | Michel Simon (Shylock); | Le marchand de Venise, film (Francia), regia di Pierre Billon                             |
| 1955 | Michael Hordern (Shylock); Rachel Gurney (Portia); Raymond Westwell (Antonio); Denis Quilley (Bassanio); Veronica Wells (Jessica)            | The Merchant of Venice, film TV (UK), regia di Hal Burton                                 |
| 1955 | Memo Benassi (Shylock); Valeria Valeri (Portia); Romolo Valli (Antonio); Giorgio De Lullo (Bassanio); Anna Maria Guarnieri (Jessica)         | Il mercante di Venezia, film TV (Italia), regia di Mario Ferrero                          |
| 1961 | Owen Weingott (Shylock); | The Merchant of Venice, film TV (Australia), regia di Alan Burke                          |
| 1967 | José Bódalo (Shylock); Gemma Cuervo (Porcia); Pablo Sanz (Antonio); Julio Núñez (Bassanio); Marisa Paredes (Jessica)                         | El mercader de Venecia, film TV (Spagna), regia di Pedro Amalio López                     |
| 1968 | Lasse Pöysti (Shylock); | Venetsian kauppias, film TV (Finlandia), regia di Mirjam Himberg                          |
| 1968 | Fritz Kortner (Shylock); Sabine Sinjen (Porzia); Max Eckard (Antonio); Folker Bohnet (Bassanio); Gertraud Jesserer (Jessica)                 | Der Kaufmann von Venedig, film TV (Germania), regia di Otto Schenk                        |
| 1969 | Spike Milligan (Shylock); | The Merchant of Venice, film TV (UK), prodotto da John King                               |
| 1969 | Orson Welles (Shylock); Charles Gray (Antonio); Irina Maleeva (Jessica)                                                                      | The Merchant of Venice, film TV (UK), regia di Orson Welles                               |
| 1972 | Frank Finlay (Shylock); Maggie Smith (Portia); Charles Gray (Antonio); Christopher Gable (Bassanio); Ania Marson (Jessica)                   | The Merchant of Venice, film TV (UK), regia di Cedric Messina                             |
| 1973 | Laurence Olivier (Shylock); Joan Plowright (Portia); Jeremy Brett (Bassanio); Anthony Nicholls (Antonio); Louise Purnell (Jessica)           | The Merchant of Venice, film TV (UK), regia di John Sichel                                |
| 1976 | Antony Holland (Shylock); | The Merchant of Venice, film TV (Canada), regia di John Sichel                            |
| 1980 | Jean Le Poulain (Shylock); | Le marchand de Venise, film (Francia), regia di Jean Le Poulain                           |
| 1980 | Warren Mitchell (Shylock); Gemma Jones (Portia); John Franklyn-Robbins (Antonio); John Nettles (Bassanio); Leslee Udwin (Jessica)            | Il mercante di Venezia (The Merchant of Venice), film TV (UK), regia di Jack Gold         |
| 1981 | Luis Prendes (Shylock); Ágata Lys (Porcia); Fernando Cebrián (Antonio)                                                                       | El mercader de Venecia, film TV (Spagna), regia di Alberto González Vergel                |
| 1990 | Gert Voss (Shylock); Eva Mattes (Portia); Ignaz Kirchner (Antonio); Paulus Manker (Bassanio); Julia Stemberger (Jessica)                     | Der Kaufmann von Venedig, film TV (Germania), regia di George Moorse e Peter Zadek        |
| 1996 | Bob Peck (Shylock); Haydn Gwynne (Portia); Benjamin Whitrow (Antonio); Paul McGann (Bassanio); Caroline Catz (Jessica)                       | The Merchant of Venice, film TV (UK), regia di Alan Horrox                                |
| 2001 | Henry Goodman (Shylock); | The Merchant of Venice, film TV (UK), regia di Chris Hunt e Trevor Nunn                   |
| 2002 | Waihoroi Shortland (Shylock); | The Maori Merchant of Venice, film TV (Nuova Zelanda), regia di Don Selwyn                |
| 2003 | Bruce Cornwell (Shylock); | Shakespeare's Merchant, film (USA), regia di Paul Wagar                                   |
| 2004 | Al Pacino (Shylock); Lynn Collins (Porzia); Jeremy Irons (Antonio); Joseph Fiennes (Bassanio); Zuleikha Robinson (Jessica)                   | Il mercante di Venezia (The Merchant of Venice), film (USA), regia di Michael Radford     |
| 2004 | Rolf Boysen (Shylock); Michael von Au (Bassanio)                                                                                             | Der Kaufmann von Venedig, film TV (Germania), regia di Hans-Klaus Petsch                  |
| 2009 | Tom Yarrow (Shylock); Lizzy Carter (Portia); Ed Martineau (Bassanio); Patrick Werner (Antonio); Stephanie Bain (Jessica)                     | The Merchant of Venice, film (UK), regia di Douglas Morse                                 |
| 2015 | Makram Khoury (Shylock); Patsy Ferran (Portia); Jamie Ballard (Antonio); Jacob Fortune-Lloyd (Bassanio); Scarlett Brookes (Jessica)          | The Merchant of Venice, film (UK), prodotto dalla Royal Shakespeare Company               |
| 2015 | David Serero (Shylock); Dina Desmone (Portia); Joseph Talluto (Bassanio)                                                                     | The Merchant of Venice, film (USA), regia di David Serero                                 |